# Karatai
Karatai (Каратаи), mordvinska etnička zajednica naseljena u Tatarstanu, koja govori tatarskim jezikom, prihvativši i neke elemente tatarske kulture, ali su sačuvali saznanje o svojoj mordvinskoj etničkoj pripadnosti. Preci Karatajaca asimilirani su od Tatara između 8. i 15. stoljeća i pokršteni između 16. i 18., no sve do danas sačuvali neka stara pred-kršćanska vjerovanja. 
Često puta su preseljavani. Preostalo ih je oko 100. 